# Jason Roy Léveillée
Pour les articles homonymes, voir Roy et Léveillée.
Jason Roy-Léveillée est un acteur du Nouveau-Brunswick (St-Quentin) né le 1er octobre 1983. Il obtient un diplôme d'étude secondaire à l'école du Mont-Bruno en 2001-2002. Il a réalisé la top série « Défense d’entrer » qui sera disponible sur Tou.tv en 2021, avec Loïc Bouffard dans le premier rôle. Il a été en couple avec la comédienne Mirianne Brûlé, rencontrée sur le plateau de Ramdam pendant 11 ans. Jason et Mirianne se sont séparés à la fin 2017.

## Carrière

### Série télévisée
- 2002 : Lance et compte : Nouvelle Génération : Guy Lambert
- 2003 - 2006 : Virginie : Steve Ferron
- 2004 - 2009 : Ramdam : Jean-Félix Beaupré
- 2004 - Lance et compte : La Reconquête : Guy Lambert
- 2006 - Lance et compte : La Revanche : Guy Lambert
- 2009 - Lance et compte : Le Grand Duel : Guy Lambert
- 2011 :  Le pick-up : Xavier
- 2012 - Lance et compte : La déchirure : Guy Lambert
- 2013 : Les Jaunes : Syd
- 2015 - Lance et compte : La Finale : Guy Lambert
- 2015 - 2016 : Comment devenir une légende : Prince Petitechaud
- 2016 - 2018 : Unité 9 : Kevin Anctil
- 2017 : Le Chalet : Xavier
- 2024 - 2025 : Dumas : Anthony Dumas

### Filmographie
- 2007 : Le Ring : Max
- 2007 : À vos marques... party! (film) : Frédéric Bédard
- 2009 : À vos marques... party! 2 (film) : Frédéric Bédard
- 2011 : Lance et compte : Guy Lambert
- 2011 : La Run : Guillaume

## Autres
- 2013 : Les Jaunes (websérie) : Syd[2]
- Été 2016-2017 : Personnage de Danny Zuko dans la comédie musicale Grease

Date inconnue : mini-série ; Terreur sur le campus : L'ange doré.